# Boklotteriets stipendiater 1958
Boklotteriet startade 1948 på initiativ av författaren Carl-Emil Englund. Överskottet för Boklotteriet 1957 blev cirka 254 000 kronor. Antalet lotter för Boklotteriet 1957 var 700 000. På våren 1958 var det dags att utse stipendiater.
Följande författare belönades med stipendier våren 1958:
10 000 kronor
- Erik Asklund
- Sven Barthel
- Nils Ferlin
- Evert Taube

5 000 kronor
- Werner Aspenström
- Sven Fagerberg
- Per Anders Fogelström
- Annalisa Forsberger
- Carl Fries

3 000 kronor
- Petter Bergman
- Yngve Kernell
- Sven Lindqvist
- Gustaf Adolf Lysholm
- Karl Rune Nordkvist
- Birgitta Stenberg
- Per Olof Sundman

2 000 kronor
- Edgar P. Andersson
- Maj-Britt Eriksson
- Gunnar Gredell
- Viveka Heyman
- Runer Jonsson
- Annakarin Svedberg
- Axel Österberg

Specialstipendier
3 000 kronor
- Armas Sastamoinen
- Clas J. Bromé
- Ivar Sundvik

Kritikernas stipendium till författare
- Kurt Vastad  3 000 kronor

Författarnas stipendium till kritiker
- Victor Svanberg  3 000 kronor

Bokillustratörsstipendium
2 000 kronor
- Claes Bäckström
- Einar Norelius

Översättarstipendium
2 000 kronor
- Sonja Bergvall
- Gunnel Vallquist

Journaliststipendier
2 000 kronor
- Caleb J. Andersson
- Karl Axel Arvidson
- Brita Hiort af Ornäs

Övriga stipendier
15 000 kronor
- Gustav Hedenvind-Eriksson

3 000 kronor
- Lars Forssell

2 000 kronor
- Bertil Schütt

1 000 kronor
- Harry Ahlberg
- A. Gunnar Bergman
- Inga Collins
- Ann Margret Dahlquist-Ljungberg
- Allan Eriksson
- Helmer Grundström
- Henry Peter Matthis
- Arne Sand
- Ingegerd Stadener
- Georg Stenmark
- Hans G. Westerlund

Stipendier till barn- och ungdomsförfattare
1 000 kronor
- Karin Anckarsvärd
- Lennart Hellsing
- Uno Modin
- Irene Wallerius Linton
- Anna-Lisa Wärnlöf

Stipendier från Arbetarnas bildningsförbund som erhållit medel från Boklotteriet
2 500 kronor
- Ragnar Thoursie
- Sandro Key-Åberg

Stipendium från Aftonbladet som erhållit medel från Boklotteriet
- Tomas Tranströmer  10 000 kronor

Stipendier från Landsbygdens stipendienämnd som erhållit medel från Boklotteriet
- Albert Viksten  3333:34 kronor
- Astrid Pettersson  3333:33 kronor
- Aksel Lindström  3333:33 kronor
- Ivar Thor-Thunberg 2058:90 kronor

Stipendier från tidningen Vi som erhållit medel från Boklotteriet
- Per Olof Sundman  5 000 kronor
- Majken Johansson  2 500 kronor
- Lambert Sunesson  2 500 kronor

Stipendier från Fib:s lyrikklubb som erhållit medel från Boklotteriet
- Majken Johansson  5 000 kronor

Boklotteriet stora pris som sedan blev Litteraturfrämjandets stora pris 
25 000 kronor
- Per-Erik Rundquist

Boklotteriets stipendiater för övriga år finns angivna i
- 1949 Boklotteriets stipendiater 1949
- 1950 Boklotteriets stipendiater 1950
- 1951 Boklotteriets stipendiater 1951
- 1952 Boklotteriets stipendiater 1952
- 1953 Boklotteriets stipendiater 1953
- 1954 Boklotteriets stipendiater 1954
- 1955 Boklotteriets stipendiater 1955
- 1956 Boklotteriets stipendiater 1956
- 1957 Boklotteriets stipendiater 1957
- 1958 Boklotteriets stipendiater 1958
- 1959 Boklotteriets stipendiater 1959
- 1960 Boklotteriets stipendiater 1960
- 1961 Boklotteriets stipendiater 1961
- 1962 Boklotteriets stipendiater 1962
- 1963 Boklotteriets stipendiater 1963
- 1964 Boklotteriets stipendiater 1964
- 1965 Litteraturfrämjandets stipendiater 1965
- 1966 Litteraturfrämjandets stipendiater 1966
- 1967 Litteraturfrämjandets stipendiater 1967
- 1968 Litteraturfrämjandets stipendiater 1968
- 1969 Litteraturfrämjandets stipendiater 1969
- 1970 Litteraturfrämjandets stipendiater 1970
- 1971 Litteraturfrämjandets stipendiater 1971
- 1972 Litteraturfrämjandets stipendiater 1972